# Isábena (rivière)
L'Isábena est une rivière espagnole, qui est le principal affluent de l'Ésera. 

## Géographie
Elle prend sa source à 2 400 mètres d'altitude puis coule à travers la comarque de la Ribagorce. Finalement, elle s'unit à l'Ésera dans la municipalité de Graus, après avoir parcouru environ 69 km.